# Молодове (археологія)
48°33′33″ пн. ш. 27°4′5″ сх. д. / 48.55917° пн. ш. 27.06806° сх. д.
Мо́лодове — група мустьєрських і пізньопалеолітичних стоянок на Дністрі.
Розташована на правому березі Дністра поблизу с. Братанівка Сокирянського району Чернівецької області. Поблизу розташовані інші відомі палеолітичні стоянки: Кормань IV, Кертоси, Стінка та інші.
Мустьєрські археологічні шари містять Молодове I та Молодове V, Кормань IV — леваллуа.
Пізній палеоліт представлений тут 4 етапами: древній — 28,000 років до РХ, 28,000-26,000 років до РХ, 21,000 років до РХ.
Іменем стоянки названа Молодовська культура в долині р. Дністер, пізньомустьєрського періоду.

## Молодове V
Стоянка Молодове V, має найвиразніші матеріали оселівского типу. Досліджено два ранньо-середньокам'яних шари 1 і 1а, що знаходилися на глибині 0,5-0,8 м та 0,9-1,1 м.

### Шар 1
У верхньому шарі 1, розкритому на площі близько 1000 квадратних метрів, зафіксовані сліди житлових комплексів й вогнища, де зібрано кількасот крем'яних знарядь, кістки тварин, переважно північного оленя (74 %), і інші знахідки. Шар 1 датовано методом С14 у 8940 ± 150 років до Р. Х..

### Шар 1а
Аналогічний характер знахідок, властивий і нижньому мезолітичними шару (1а) цієї стоянки, де, крім того, виявлені кістяні вироби (багатозубий гарпун, роговий сокиру), кам'яні розтиральники та інше. Серед тваринних залишків шару 1а переважають кістки північного оленя.
Шар 1а датовано методом С14 у 8590 ± 230 років до Р. Х..